# ووت ایکس‌اس‌او۲یو
ووت ایکس‌اس‌او۲یو (به انگلیسی: Vought XSO2U) یک هواگرد ساختِ کارخانهٔ سیکورسکی در کشور ایالات متحده آمریکا است. نخستین استفاده‌کنندهٔ این هواگرد نیروی دریایی ایالات متحده آمریکا بوده‌است. این هواگرد برای نخستین بار در ۱ ژوئیه ۱۹۳۹ میلادی مورد استفاده قرار گرفت.